# Amphoe Sop Prap

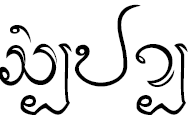
„Sop Prap“ in Lanna-Schrift

Amphoe Sop Prap (Thai อำเภอ สบปราบ, Aussprache: ʔāmpʰɤ̄ː sòp pràːp) ist ein Landkreis (Amphoe – Verwaltungs-Distrikt) der Provinz Lampang. Die Provinz Lampang liegt in der Nordregion von Thailand.

## Geographie
Benachbarte Landkreise (von Süden im Uhrzeigersinn): die Amphoe Thoen, Soem Ngam, Ko Kha, Mae Tha der Provinz Lampang, sowie Wang Chin der Provinz Phrae.
Die wichtigsten Wasser-Ressourcen sind der Wang-Fluss (Maenam Wang) und der Maenam Prap (Prap-Fluss).
Der Doi-Chong-Nationalpark (อุทยานแห่งชาติดอยจง) liegt zum Teil im Landkreis. Der Park zieht sich durch die Amphoe Thoen und Mae Phrik bis hinüber zum Landkreis Li der Provinz Lamphun. Auf der östlichen Seite liegen Teile des Wiang-Kosai-Nationalparks (อุทยานแห่งชาติเวียงโกศัย) im Landkreis Sop Prap. Der Park zieht sich weiter über die Amphoe Long und Wang Chin der Provinz Phrae hin.

## Etymologie
Der Name Sop Prap stammt von dem Maenam Prap, der in den Maenam Wang mündet (Sop bedeutet „Abzweigung“). Der Name steht auch in Erinnerung an die ehemaligen Bewohner des Gebiets, die sich gegen burmesischen Truppen erfolgreich verteidigen konnten, bis diese sich zurückzogen.

## Geschichte
Der Kreis wurde am 28. Dezember 1917 zu einem „Zweigkreis“ (King Amphoe) der Amphoe Ko Kha herabgestuft. Zu diesem Zeitpunkt bestand Sop Prap aus den drei Tambon Sop Prap, Samai und Mae Kua. Am 1. Januar 1953 erhielt Sop Prap den vollen Amphoe-Status.

## Verwaltung

### Provinzverwaltung
Der Landkreis Sop Prap ist in fünf Tambon („Unterbezirke“ oder „Gemeinden“) eingeteilt, die sich weiter in 46 Muban („Dörfer“) unterteilen.
| Nr. | Name     | Thai   | Muban | Einw.  |
| --- | -------- | ------ | ----- | ------ |
| 01. | Sop Prap | สบปราบ | 15    | 10.535 |
| 02. | Samai    | สมัย    | 13    | 07.463 |
| 03. | Mae Kua  | แม่กัวะ  | 08    | 04.978 |
| 04. | Na Yang  | นายาง  | 10    | 04.766 |

### Lokalverwaltung
Es gibt eine Kommune mit „Kleinstadt“-Status (Thesaban Tambon) im Landkreis:
- Sop Prap (Thai: เทศบาลตำบลสบปราบ) bestehend aus Teilen des Tambon Sop Prap.

Außerdem gibt es drei „Tambon-Verwaltungsorganisationen“ (องค์การบริหารส่วนตำบล – Tambon Administrative Organizations, TAO)
- Sop Prap (Thai: องค์การบริหารส่วนตำบลสบปราบ) bestehend aus Teilen des Tambon Sop Prap.
- Samai (Thai: องค์การบริหารส่วนตำบลสมัย) bestehend aus dem kompletten Tambon Samai.
- Mae Kua (Thai: องค์การบริหารส่วนตำบลแม่กัวะ) bestehend aus dem kompletten Tambon Mae Kua.